# Tandon Corporation

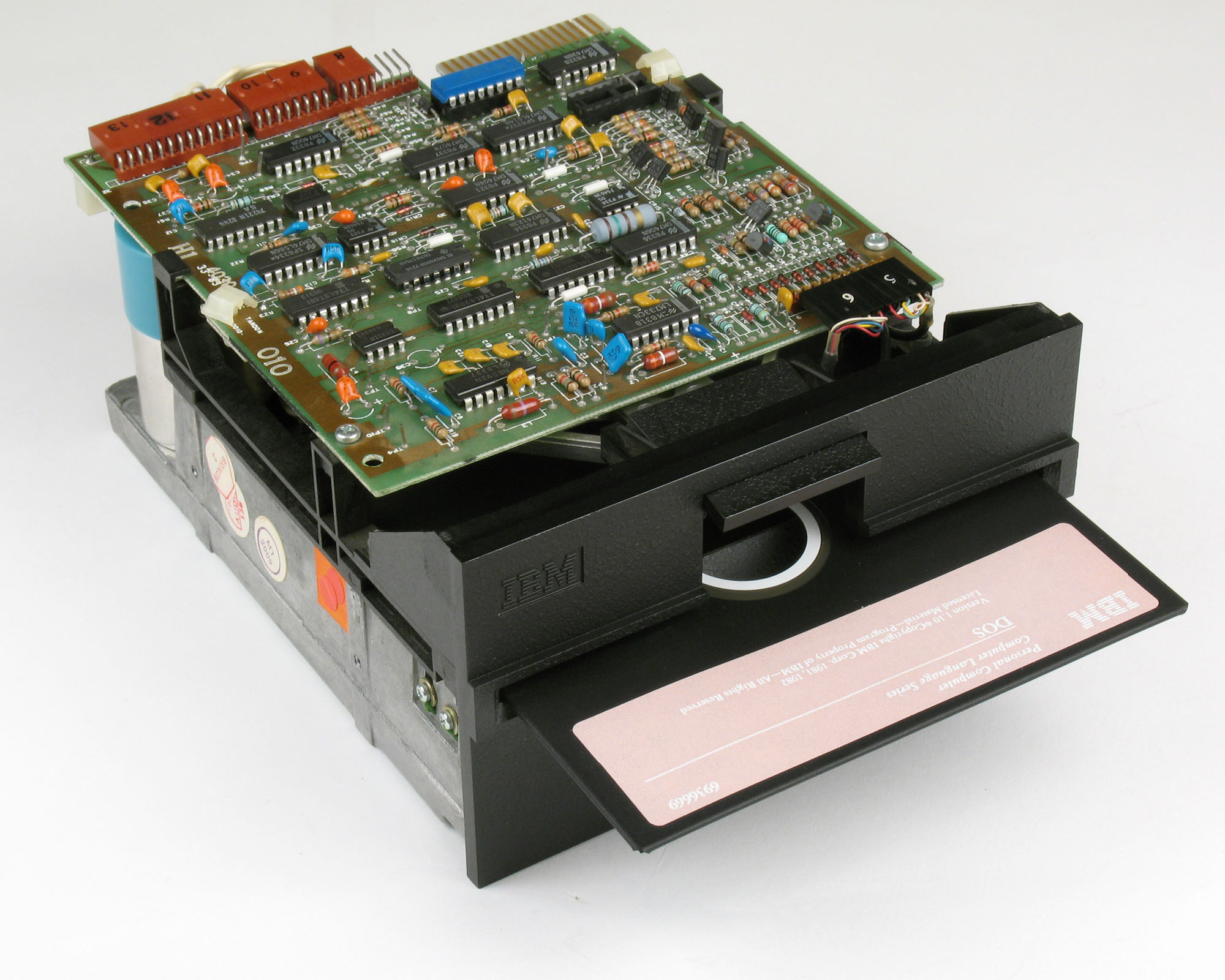
Diskettenlaufwerk des IBM Model 5150, OEM-Version des Tandon TM100-2A, verbaut in IBM-PCs

Die Tandon Corporation war ein Diskettenlaufwerk-, Festplatten- und PC-Hersteller, welcher 1975 als Tandon Magnetics Corp. von Sirjang Lal Tandon, einem ehemaligen Maschinenbauingenieur aus Indien, gegründet wurde.

## Geschichte des Unternehmens

### Produktion in Indien
Ursprünglich produzierte das Unternehmen magnetische Lese- und Schreibköpfe für den damals aufkeimenden Markt von Diskettenlaufwerken. Aufgrund des arbeitsintensiven Charakters der Produktion wurde diese im Niedriglohnland Indien durchgeführt, was ausschlaggebend für die Wettbewerbsfähigkeit des Unternehmens war. Der Bruder von Sirjang Lal Tandon, Manohar Lal Tandon, gründete am 1. März 1978 in Indien die Tandon Magnetics India, um dort für den amerikanischen Markt für Tandon Magnetics Corp. die benötigten Magnetköpfe günstig herzustellen. Zuvor arbeitete M.L. Tandon in den USA als angestellter Entwickler für IBM. Bevor Tandon aber der bevorzugte Lieferant für IBMs Diskettenlaufwerke werden konnte, mussten drei große Herausforderungen bei der Produktion bewältigt werden: Die Einstellung engagierter Mitarbeiter, die Herstellung hochwertiger Komponenten und die Einhaltung gesetzlicher Vorschriften.
In den 1970er Jahren war es in Indien schwer, engagierte Arbeitskräfte zu finden. Die Männer, die typischerweise Einstiegspositionen besetzten, zogen auf der Suche nach alternativen Arbeitsmöglichkeiten von Stadt zu Stadt. Die Kosten für die ständige Weiterbildung neuer Mitarbeiter summierten sich schnell. Also sollten bei Tandon Magnetics India keine Männer für die Produktion eingestellt werden. Frauen hingegen war es gesetzlich verboten, nachts zu arbeiten. Die Familien wollten oft aus kulturellen Gründen nicht, dass sie überhaupt arbeiten sollten. Daher gab es ohnehin keine Arbeitsplätze für sie. Tandon erkannte darin einen unerschlossenen Pool an industriellen Talenten. So wurde ein rein weibliches Team für die elektronische Montage eingestellt. Diese Frauen lieferten eine hohe Arbeitsmoral, waren ihrem Arbeitgeber sehr loyal und hatten eine überlegene handwerkliche Geschicklichkeit für die hochpräzise Elektronikfertigung.
Indien hatte damals auch den Ruf, keine Produkte herzustellen, die internationalen Standards entsprachen. Indische Ingenieure und Arbeiter hatten keine Kenntnis von den Technologiestandards für die von Tandon hergestellten Lese- und Schreibköpfe sowie Diskettenlaufwerke, was eine große Herausforderung darstellte. Anstatt zu versuchen, den bestehenden Arbeitskräftepool umzuschulen, um neue Arbeitsweisen unter dem Mikroskop zur Montage kleiner, komplizierter elektronischer Komponenten zu erlernen, wurden hauptsächlich Abiturienten und Studienabbrecher eingestellt. Ohne vorherige Schulung waren diese leichter zu schulen und lernten von Anfang an, wie man Produkte nach internationalen Standards herstellt.
Als 1978 das Werk in Mumbai von Tandon eröffnet wurde, wurde die Schulung der Mitarbeiter zur obersten Priorität. M.L. Tandon erkannte schnell, dass die indische Mentalität, im Kern widergespiegelt durch das Sprichwort chalta hai - das ist gut genug oder die kleinen Dinge sind egal, nicht gut für das künftige Unternehmen und die Produktion sei. Diese Herangehensweise an die Arbeit musste also erstmal abgelegt werden. Fortan lehrte er den Arbeiterinnen Chalta hai, nehi! - Chalta hai ist nicht in Ordnung.
Eine weitere Herausforderung, um als indischer Produzent mit westlichen Standards konkurrieren zu können, war als Unternehmer sowie als ganzes Unternehmen den Respekt vor dem Individuum zu erlernen, was damals in Indien ungewöhnlich und auch unüblich war. Manager und Mitarbeiter sollten sozusagen auf einer Ebene agieren, um Vertrauen, Sicherheit und Transparenz untereinander zu schaffen. Diese Unternehmenspolitik der offenen Tür bescherte Tandon eine bis dahin in Indien ungekannte, positive Resonanz der Mitarbeiter. Infolgedessen war Tandon das einzige Unternehmen in Indien, das keine Gewerkschaft hatte, weil die Arbeiter sie nicht wollten.
Die dritte große Herausforderung für Tandon war die staatliche Regulierung und Umsetzung. In Tandons Anfangszeit konnten Frauen nur tagsüber legal arbeiten. Mit einer rein weiblich besetzten Produktionshalle bedeutete das, dass die Anlage die ganze Nacht leer und ungenutzt blieb. Tandon konnte allerdings den indischen High Court positiv beeinflussen, um Frauen in der Technologiebranche das Recht zu verleihen, nachts arbeiten zu dürfen. Dies erhöhte ihre Freiheit am Arbeitsplatz und trug dazu bei, ihr Privatleben zu verbessern.
Damit wurde Tandon von 1984 bis 2000 zum größten Arbeitgeber von Frauen im Technologiesektor. Tandon konnte die Regierungsbehörden auch davon überzeugen, in ganz Indien steuerfreie Zonen zu schaffen, was seither zu einer erhöhten Produktion, zu ausländischen Investitionen
und zu einem schnelleren Wirtschaftswachstum führte.
1983 war Tandon das erste Unternehmen, das in Singapur eine Festplattenfertigung aufbaute. Das HDD-Design- und Herstellungsgeschäft in Singapur wurde später mit der Chip-Controller-Sparte von Western Digital fusioniert. Ab 1985 wurden in der Fabrik in Mumbai zusätzlich PC-Netzteile hergestellt.

### Entwicklung in den USA
Tandon Magnetics, auf der amerikanischen Seite, entwickelte entsprechend den Shugart-Laufwerken in den späten 1970er Jahren die DS/DD-Version (doppelseitig, doppelte Dichte) von Diskettenlaufwerken, welche in den frühen 1980er Jahren ihr wichtigstes Produkt wurde.
1979 stellte Tandon das TM-100-Diskettenlaufwerk vor, ein 5,25-Zoll-Gerät mit Unterstützung von 40 Tracks im Gegensatz zu den 35 Tracks der Shugart SA-400-Laufwerke. 1980 bestellte Tandy 50.000 Einheiten des TM-100-Laufwerkes für etwa 12 Millionen Dollar und rüstete das Computermodell TRS-80 Model III damit aus. Im folgenden Jahr erhielt Tandon einen noch lukrativeren Vertrag, als IBM seinen Personal Computer veröffentlichte: Bis 1985 war Tandon der einzige Anbieter von Diskettenlaufwerken für IBM-PCs. Zunächst wurden die gleichen einseitig schreibenden Laufwerke, welche in der TRS-80 verwendet wurden, später das neuere doppelseitig schreibende Laufwerk TM-100-2 verbaut. Tandon wurde damit der weltweit größte unabhängige Hersteller von Festplattenlaufwerken für Personal Computer und Textverarbeitungsgeräte. Mitte der 1980er Jahre führte Tandon eine Reihe verschiedener Festplattenlaufwerke ein. Es wurden mehrere Modelle mit dem gleichen Grunddesign und einem Schrittmotor an der Seite hergestellt und tragbare Festplattenlaufwerke eingeführt, die sich leicht von PCs entfernen ließen. Festplattenlaufwerke von Tandon wurden in Computern von IBM, RadioShack, Commodore, Victor, DEC, Wang Laboratories und Kaypro eingesetzt. Mit dem Wechsel des Hardware-Entwicklers Chuck Peddle im Jahre 1985 von Victor Technology zu Tandon entschloss man sich zur Erweiterung der Produktpalette um eigene Mikrocomputer. Die ersten PCA genannten Computer waren IBM-kompatible XT- und AT-Modelle. Weitere Modelle waren der XPC, der PAC und der LT, ein 1989 eingeführter Laptop mit wahlweise 286er oder 386er Intel-Prozessor und 1 MB RAM. Tandon verkaufte 1988 sein ursprüngliches Datenspeichergeschäft für fast 80 Millionen US-Dollar an Western Digital. Das Unternehmen wurde als führender Hersteller von Personal Computern umgestaltet. 1989 wurden 90 Prozent des gesamten Umsatzes mit Personal Computern in Europa erzielt.
Von 1982 bis 1984 war die Tandon Corporation Mitglied der National Computer Conference NCC.

### Konkurs der Tandon Corporation
Zum Ende des Jahres 1989 begann im PC-Markt ein harter Preiswettbewerb, welcher im Sommer 1992 so stark eskalierte, dass die Compaq Computer Corp. ihre Preise aggressiv senkte und andere Markt-Akteure dazu aufforderte, diesem Beispiel zu folgen. "Spektakulaere Preissenkungen - 32 Prozent sind es im Juni 1992 - zwangen die Konkurrenz nachzuziehen", so ein Zitat aus der Zeitschrift Absatzwirtschaft. Dadurch wurde Tandons Vorteil als kostengünstigere Alternative zu diesen Geräten weitgehend beseitigt und die Gewinnmargen dadurch deutlich beeinträchtigt.
Tandon konnte sich der Preissenkung nicht entziehen, da es sich hauptsächlich auf den europäischen PC-Markt fokussierte und nach Angaben des Marktforschungsunternehmens International Data Corp. unter den PC-Herstellern mit einem Marktanteil von 2 % bis 2,5 % auf Platz 12 lag.
Das Ergebnis der Preissenkungen war, dass Tandon bei einem Umsatz von 461,4 Millionen US-Dollar im Jahr 1991 48 Millionen US-Dollar und in den ersten neun Monaten des Jahres 1992 weitere 42,3 Millionen US-Dollar verlor, nachdem der Umsatz um 19 % auf 249,5 Millionen US-Dollar zurückgegangen war.
Tandon erklärte in seinem Bericht für das dritte Quartal 1992 an die US-Börsenaufsichtsbehörde Securities and Exchange Commission (SEC) seine Unfähigkeit, mit bestimmten Lieferanten neue Bedingungen auszuhandeln. Dies habe zu "Engpässen bei Teilen und Bauteilen geführt, die wiederum zu Verzögerungen in der Produktion, zu Ineffizienzen bei der Herstellung und zu Verkaufsverlusten geführt hätten".
Unabhängig davon war das schrumpfende Vermögen von Tandon eindeutig durch den Aktienkurs gekennzeichnet. Die Aktien, die 1983 bis auf 35 US-Dollar pro Stück gestiegen waren, wurden 1993 an der NASDAQ für etwa 0,50 US-Dollar gehandelt.
Zum 30. September 1992 schuldete das Unternehmen seinen Zulieferern, Händlern und anderen Gläubigern 72,9 Millionen US-Dollar bei einer Bargeldreserve von 10,2 Millionen US-Dollar. Anfang November 1992 stellte das Unternehmen fast alle US-Aktivitäten ein, um sich auf Europa zu konzentrieren, plante aber auch die Schließung seines europäischen Fertigungszentrums in Wien, und beauftragte asiatische und europäische Billigunternehmer, seine Produkte herzustellen. Das Unternehmen stellte auch den Verkauf seiner Computer über US-amerikanische Großhändler wie Sam's Club, eine Geschäftseinheit von Wal-Mart Stores Inc., ein.
Im Dezember 1992 änderte das Unternehmen seinen Namen in TSL Holdings Inc., um den Willen einer Umstrukturierung zu signalisieren.
Im Juli 1993 meldete die deutsche Tochtergesellschaft, die Tandon Computer GmbH, Konkurs wegen Überschuldung und Zahlungsunfähigkeit an. Zusammen mit der Tochtergesellschaft Tandon Europe Service, welche ebenfalls geschlossen wurde, generierte die deutsche Niederlassung zuletzt einen Umsatz von rund 200 Millionen D-Mark. Die Niederlassungen in Österreich und der Schweiz wurden bereits im Januar 1993 geschlossen.
Etwa 2002 wurde Sirjang Lal Tandon CEO des international tätigen, indischen Elektronikherstellers Celetron, Manohar Lal Tandon wurde Chairman der Tandongroup.
Die Tandongroup, welche aus einem Zusammenschluss von 45 Unternehmen, u. a. der Tandon Magnetics India besteht, existiert weiterhin (2019).

## Computer

### Tandon-PC
Der Tandon-PC wurde auf der Computermesse CeBIT 1986 vorgestellt. Der Einführungspreis betrug 5.000 DM. Er ist ein IBM-XT-kompatibler Rechner mit einem Intel-8088-Prozessor mit 8 MHz Taktfrequenz, 256 KB RAM, einem 14-Zoll-Monitor mit 80 Zeilen und zwei 5,25-Zoll-Diskettenlaufwerken mit jeweils 360 KB Speicherkapazität (Double Density). Als Betriebssystem wurde MS-DOS mitgeliefert.

### XPC

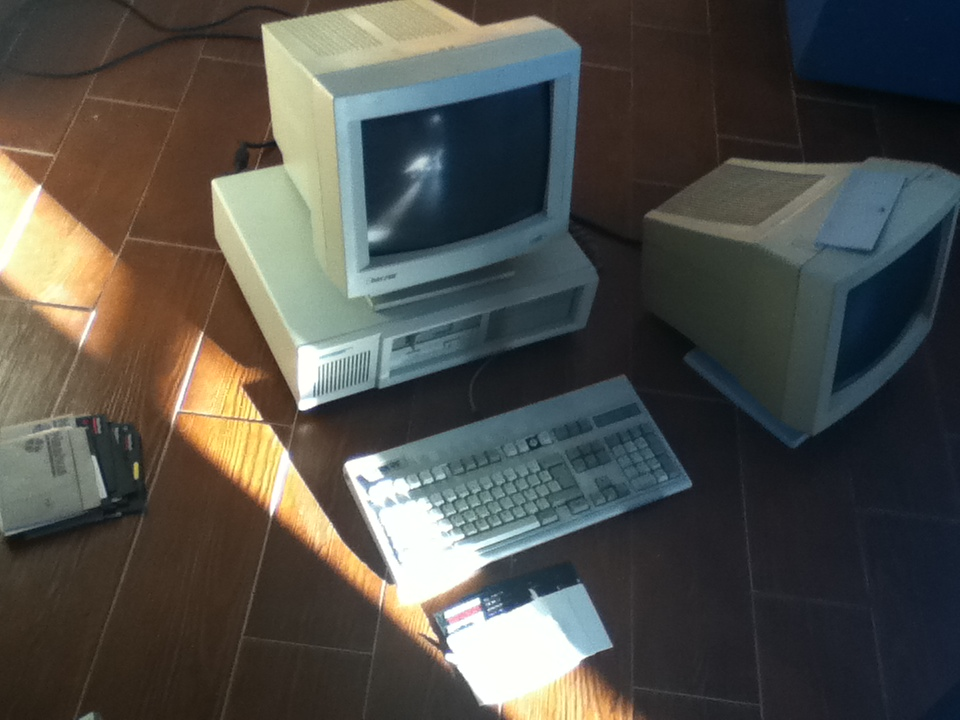
Tandon XPC

Die Leistungsdaten entsprechen denen des Tandon-PC. Statt mit dem zweiten Diskettenlaufwerk wurde er mit einem 10 MB großen Festplattenlaufwerk ausgeliefert.

### XPC 20
Der XPC 20 ist eine Version des XPC mit 20 MB großen Festplatte. Er wurde 1989 mit 512 KB RAM sowie VGA-Grafikkarte und -Monitor für 3195 DM UVP angeboten.

### PCA
Im Frühjahr 1986 wurde der IBM-AT-kompatible PCA für 5624 DM angeboten. Er enthält entsprechend einen Intel-80286-Prozessor, ein 1,2-MB-Diskettenlaufwerk (High Density), eine 20 MB große Festplatte und 512 KB RAM, der bis auf 16 MB erweiterbar ist.

### Tandon NB/386sx
Das Notebook Tandon NB/386sx wurde vom taiwanesischen Hardwarehersteller Full Power Investment Co. Ltd. produziert. Es wurden zwei verschiedene Prozessoren verbaut: Entweder ein Intel i80386SX mit 16, 20 oder 25 MHz, oder später ein Cyrix Cx486SLC mit 25 MHz Taktfrequenz. Standardmäßig wurde er mit 2 mal 1 MB RAM-Speicherbausteinen, aufrüstbar auf maximal 16 MB RAM, ausgeliefert. Der VGA-kompatible Grafikchip ist ein Cirrus Logic CL-GD610/620 und liefert auf dem 8,4 Zoll großen FSTN-Graustufendisplay eine maximale Grafikauflösung von 640 × 480 Pixeln. Als Massenspeicher wurde eine 30, 40, 60 oder 80 Megabyte große 2,5 Zoll IDE-Festplatte verbaut. Das Notebook verfügt ferner über ein 3,5 Zoll Diskettenlaufwerk. Die Akkukapazität beträgt bei 4,8 V Betriebsspannung 5000 mAh.